# Правда волі монаршої (трактат)

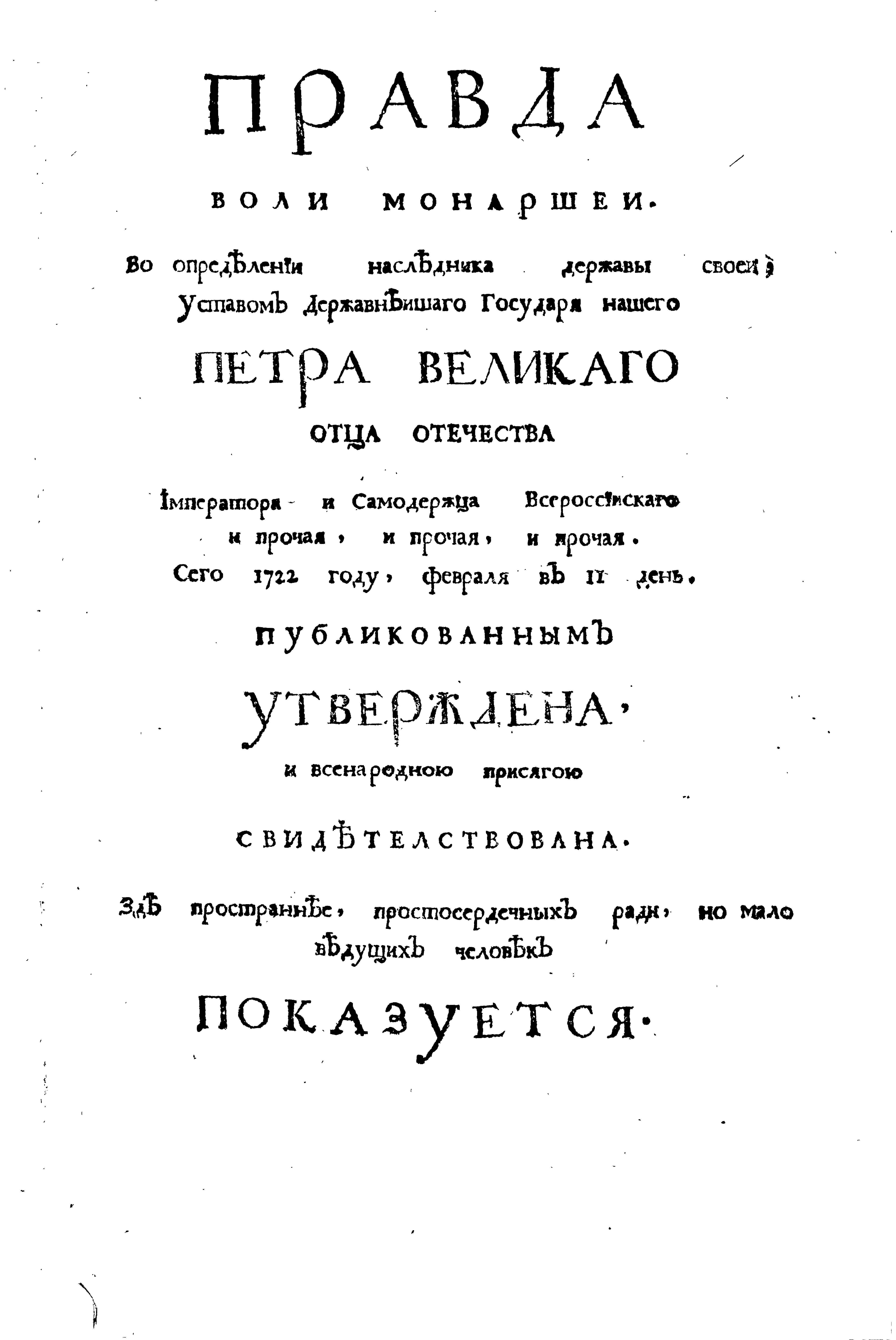
Титульна сторінка твору

Правда волі монаршої — трактат Феофана Прокоповича, написаний за дорученням Петра I у серпні 1722 року. Був докладним коментарем та обґрунтуванням до «Статуту про престолонаслідування», підписаного Петром I у лютому 1722 року .